# Grésimaginaire
Grésimaginaire est un festival consacré aux littératures de l'imaginaire (science-fiction, fantasy, fantastique) en Isère. Il est créé en avril 2015, puis, depuis 2016, se déroule bisannuellement, courant avril des années paires, à Villard-Bonnot puis, depuis 2022, à Crolles, près de Grenoble.

## Historique
Le festival Grésimaginaire, salon du livre imaginaire, a été lancé en 2015 par Pascale Languille, alors conseillère municipale de Villard-Bonnot, ville où se tiendront les premières éditions, son conjoint, l'écrivain Jean Vigne ainsi qu'une trentaine de bénévoles. Le nom du festival est une contraction des mots "Grésivaudan", la vallée iséroise dans laquelle se situe Villard-Bonnot, et "imaginaire".
Le festival se déroule sur un week-end en avril et mêle tous les genres de l’imaginaire (science-fiction, fantasy, fantastique), en mettant particulièrement en valeur la littérature avec la présence de nombreux auteurs, illustrateurs et maisons d'édition spécialisées. Des animations complètent ce salon du livre, notamment des initiations aux jeux de rôles et de plateau, des démonstrations de combats ou des conférences et, à partir de 2018, un concours photos. Dès la première édition, le festival a mis en place des partenariats avec les écoles, collèges et lycées des environs, pour proposer des rencontres entre les élèves et les auteurs invités,.
À partir de 2016, le salon était censé devenir bisannuel. La pandémie de Covid-19 a contraint l'organisation à déplacer, puis finalement annuler l'édition 2020.

## Editions
| Année              | Lieu           | Parrain / Marraine                 | Illustration affiche | Fréquentation |
| ------------------ | -------------- | ---------------------------------- | -------------------- | ------------- |
| 2015               | Villard-Bonnot | Eric Boisset                       |                      | 700           |
| 2016               | Villard-Bonnot | Nadia Coste                        | Vyrhelle             |               |
| 2018               | Villard-Bonnot | Carina Rozenfeld                   | Mina M.              |               |
| 2022               | Crolles        | Nadia Coste et Danielle Martinigol | Cindy Canévet        |               |
| 2024 (6 & 7 avril) | Crolles        | (non encore décidé)                | (non encore décidé)  |               |